# Marie Anne Mancini
Marie Anne Mancini (Rome, 1649 - Clichy, 20 juni 1714) was een Italiaans-Franse edelvrouwe en mecenas. Ze was gehuwd met Godfried Maurits de la Tour d'Auvergne.

## Biografie
Marie Anne Mancini werd geboren als de jongste dochter van Lorenzo Mancini en Geronima Mazzarini, de jongere zus van kardinaal Jules Mazarin. Ze kwam op zesjarige leeftijd naar Parijs. Toen haar oudere zus Laura Mancini in 1657 overleed kreeg Marie Anne Mancini de taak diens kinderen op te voeden. Op de avond voor het overlijden van Jules Mazarin kreeg ze bezoek van maarschalk Turenne om haar te vragen om in het huwelijk te treden met zijn neef Godfried Maurits de la Tour d'Auvergne. Op 22 juli 1662 traden ze in het huwelijk in het Hôtel de Soissons.
Ze vestigde in het Hôtel de Bouillon haar eigen salon en Marie Anne Mancini werd daar de mecenas voor onder andere Jean de La Fontaine. In 1680 raakte ze betrokken bij de Gifaffaire nadat Adam Lesage haar naam had genoemd tijdens zijn ondervragingen omdat ze plannen gehad zou hebben om haar echtgenoot om te brengen. Op 23 januari 1680 werd er een arrestatiebevel tegen haar uitgevaardigd en zes dagen later moest ze verschijnen voor de Chambre Ardente. Ze meldde hen onder andere dat ze hun jurisdictie niet aanvaardde, omdat deze toebehoorde aan mensen die hoger in de maatschappelijke pikorde stonden dan zij. Op de vraag of ze haar echtgenoot had willen vermoordden zei ze: "Ik, hém uit de wegruimen? Vraag het hemzelf. Hij is met me meegekomen tot hier aan de deur". Ondanks dat de Chambre Ardente niks had kunnen aantonen werd ze door Lodewijk XIV van Frankrijk voor enige tijd verbannen, maar na een jaar kon ze alweer terugkeren aan het koninklijk hof.

## Kinderen
Marie Anne Mancini kreeg zeven kinderen in haar huwelijk met Godfried Maurits de la Tour d'Auvergne:
- Lodewijk Karel (1665-1692), gehuwd met Anne Geneviève de Lévis
- Maria Elizabeth bijg, Melle van Bouillon (1666-1725).
- Emmanuel Theodosius (1668-1730), hertog van Bouillon
- Eugene Maurits (1669-1672)
- Frederik Jules (1672-1733)
- Lodewijk Hendrik (1679-1753)
- Louise Julie de la Tour d'Auvergne (1679-1750)